# Conopophaga peruviana
Il mangiamoscerini del Perù, detto anche moschiniere golacenere (Conopophaga peruviana Des Murs, 1856) è un uccello passeriforme della famiglia Conopophagidae.

## Descrizione

### Dimensioni
Misura 11,3-12,5 cm di lunghezza, per 23-26 g di peso.

### Aspetto
Si tratta di uccelletti dall'aspetto massiccio e paffuto, muniti di grossa testa appiattita che sembra incassata direttamente nel torso, becco conico piuttosto corto e appuntito, ali corte e arrotondate, coda corta e squadrata e forti zampe allungate.
Il piumaggio presenta dimorfismo sessuale ben evidente: nei maschi fronte, vertice e nuca sono di colore bruno scuro, ed anche le ali, la coda e il codione sono bruni (le prime con copritrici dall'orlo tendente all'ocra), mentre il resto della testa, il dorso e il petto sono di colore grigio-azzurrino con mento e area della tempia (la caratteristica "tonsura" tipica dei moschinieri) biancastro. Bianca è anche la parte centrale del ventre, mentre i fianchi ed il sottocoda sono di colore beige.

Nelle femmine l'area bianca temporale è meno brillante e nitida, e l'area grigia cefalotoracica è sostituita dal bruno schiaro.
In ambedue i sessi il becco e le zampe sono di colore nero-bluastro (il primo con orlo basale carnoso e tendente al giallino), mentre gli occhi sono di colore bruno.

## Biologia
Il mangiamoscerini del Perù è un uccello dalle abitudini diurne, che vive da solo o in coppie, passando la maggior parte della giornata alla ricerca di cibo fra i rami bassi dei cespugli, a poca distanza dal suolo, rimanendo appollaiato anche per lunghi periodi in attesa che passi qualche potenziale preda sulla quale avventarsi, sia al suolo che fra i rami bassi.
Il richiamo di questi uccelli è rappresentato da sonori squittii ripetuti a intervalli di alcuni secondi.

### Alimentazione
La dieta di questi uccelli è insettivora, componendosi di piccoi insetti ed altri invertebrati.

### Riproduzione
Si conosce poco riguardo alla riproduzione di questi uccelli: l'unica testimonianza riguarda un singolo nido (una grossolana coppa di rametti e materiale vegetale fra i rami bassi di un cespuglio in prossimità del suolo) contenente due giovani, osservato in Ecuador durante il mese di agosto.

## Distribuzione e habitat
A dispetto sia del nome scientifico che del Nome comune, il mangiamoscerini del Perù occupa un areale che comprende la porzione occidentale del bacino amazzonico dalle pendici delle Ande dell'Ecuador orientale e del Perù nord-orientale (a sud-ovest del Rio Napo) ad est fino alle sponde occidentali dell'alto corso del Rio Purus e a sud fino alle periferie nord-occidentali di La Paz.
L'habitat di questi uccelli è rappresentato dalle aree interne della foresta pluviale dal terreno ben drenato, in corrispondenza di radure o aree aperte formate da vecchi alberi caduti o campi di taglio.